# Смольное (Приморский край)
Смо́льное — село в Анучинском районе Приморского края. Входит в состав Виноградовского сельского поселения.

## География
Село Смольное стоит на левом берегу реки Арсеньевка.
Расположено на автодороге, идущей на юг от автотрассы Осиновка — Рудная Пристань (между Нововарваровкой и Орловкой), расстояние до трассы около 15 км, до райцентра Анучино около 25 км.
К северу от Смольного расположено село Староварваровка, к югу — Виноградовка.

## Население
| 2001 | 2002 | 2010 |
| ---- | ---- | ---- |
| 139  | ↘136 | ↘115 |

## Улицы
| - ул. Торговая, - пер. Торговый, - ул. Увальная, - ул. Угловая, - ул. Центральная. |

## Экономика
Сельскохозяйственные предприятия Анучинского района.

## Археология
В юго-восточных окрестностях располагается Смольнинское городище, частично разрушенное рекой Арсеньевка. Раскопки на городище позволили говорить о выделении в Приморье средневековой смольнинской археологической культуры. Предполагается, что смольнинцы были восточными соседями государства Бохай.